# Anwar Shaikh

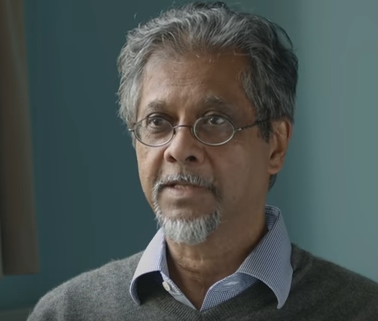
Anwar Shaikh

Anwar Shaikh (Karachi, 1945) is een Pakistaans-Amerikaanse econoom. Shaikh staat bekend om zijn heterodoxe aanpak, die teruggrijpt op de werken van de klassieke economen, en om zijn kritiek op de neoklassieke hoofdstroom in de economie. Sinds 1972 is hij verbonden aan The New School te New York.

## Levensloop
Shaikh werd geboren te Karachi, toenmalig Brits-Indië, als zoon van een islamitische vader en een christelijke moeder. Vanwege vaders werk als diplomaat woonde het gezin achtereenvolgens in Ankara, Washington D.C., New York, Lagos, Kuala Lumpur en Koeweit. Na een studie luchtvaarttechniek (B.S.E., Princeton, 1965) werkte Shaikh enige tijd te Koeweit, tot hij getroffen werd door woestijnblindheid. Na zijn herstel ging hij aan de slag als docent in het middelbaar onderwijs. Dit werk wekte zijn belangstelling voor sociale vakken en leidde tot een studie economie aan Columbia-universiteit (Ph.D., 1973, begeleider Ronald Findlay). Sinds 1972 is Shaikh verbonden aan The New School, waar hij werd aangenomen door Robert Heilbroner.

## Werk
Shaikhs economische werk bestrijkt zowel theorie als empirie. Hij publiceerde o.a. over productiefunctiekritiek (de humbug-productiefunctie, 1974) en over problemen uit de marxistische economie, waaronder het transformatieprobleem en de wet van de dalende winstvoet. Measuring the Wealth of Nations (met Ahmet Tonak, 1994) laat zien hoe nationale rekeningen ontdaan kunnen worden van vertekening door het meten van neoklassieke en keynesiaanse concepten, zodat klassieke en marxistische theorieën empirisch beter getoetst kunnen worden. Capitalism: Competition, Conflict, Crises (2016) is een breed opgezet werk dat een alternatieve theorie van concurrentie poneert, ter vervanging van zowel volkomen mededinging als de diverse onvolkomen varianten.
- Bibsys: 90308633
- Gemeinsame Normdatei: 170418022
- International Standard Name Identifier: 0000 0001 1687 507X
- Library of Congress Control Number: n80101019
- Nationale Bibliotheek van Tsjechië: jo2017937689
- Nationale Bibliotheek van Israël: 987007449348905171
- Nederlandse Thesaurus van Auteursnamen: 070946205
- Système universitaire de documentation: 129321974
- Virtual International Authority File: 93352031
- WorldCat: E39PBJjMFrpBkmVD4bMjvV97HC